# Heterospilus areolatus
Heterospilus areolatus (лат.) — вид наездников рода Heterospilus из подсемейства Doryctinae семейства бракониды (Braconidae). Встречаются в Центральной Америке: эндемик Коста-Рики.

## Описание
Мелкие перепончатокрылые насекомые, длина 3,5 мм. Темно-коричневые или чёрные; скапус и ноги жёлтые. Жгутик коричневый (состоит из 24 члеников). Скапус без латеральной коричневой полосы. Голова в основном бороздчатая (лоб, лицо, вертекс). Мезоскутум, скутум гранулированные; мезоплеврон гладкий. Маларное пространство больше в 0,25 раза чем высота глаза. Первый тергит брюшка в апикальной части слегка шире своей длины, продольно бороздчатый. 3-7-й тергиты брюшка гладкие. Яйцеклад в длину равен длине первого и второго тергитов метасомы. Жилка r переднего крыла почти равна длине жилки 3RSa. В переднем крыле развита радиомедиальная жилка. Передняя голень с единственным рядом коротких шипиков вдоль переднего края. На задних тазиках ног есть отчётливый антеровентральный базальный выступ, вертекс головы сбоку у глаз нерезко угловатый. Предположительно, как и другие виды рода Heterospilus, паразитируют на жуках или бабочках. Вид был впервые описан в 2013 году американским гименоптерологом Полом Маршем (Paul M. Marsh; Норт-Ньютон, Канзас, США) с группой американских коллег-энтомологов (Wild Alexander L., Whitfield James B.; Иллинойсский университет в Урбане-Шампейне, Эрбана, Иллинойс, США). От близких видов отличается грубо бороздчатым ареолированным лицом (отсюда латинское название этого вида H. areolatus), тёмным брюшком и длинной жилкой M+CU заднего крыла.